# ダービー (コネチカット州)
ダービー（英: Derby）は、アメリカ合衆国コネチカット州のニューヘイブン郡にある都市。人口は1万2325人（2020年）であり、ニューヘイブン郡にある7都市の中で最少である。市域陸地面積は14平方キロメートルで、コネチカット州では最小の自治体である。

## 歴史

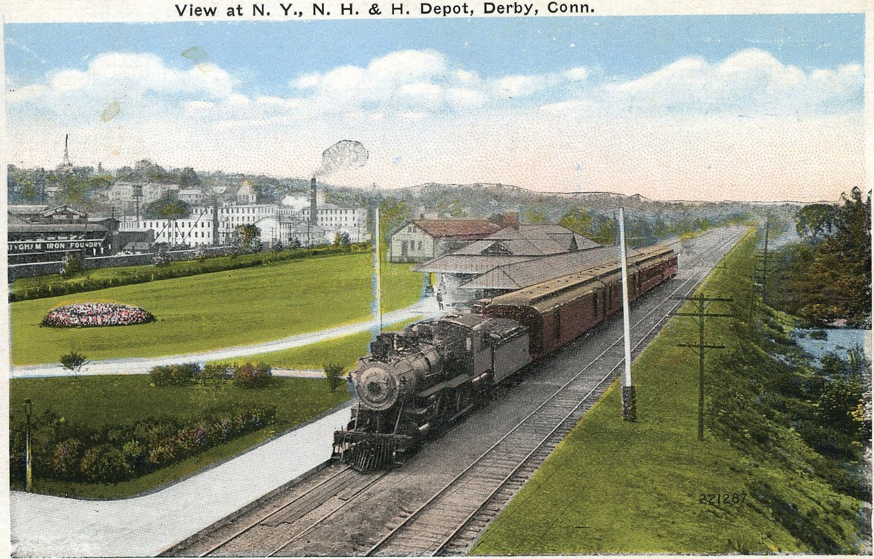
1910年頃のダービー

1642年、ダービーの地はポーガセットという名前でインディアン交易の基地として設立された。1675年に、イングランドのダービーから現在の名前が採られた。
ダービーの町は1775年5月13日に市として法人化された。
19世紀、コルセットとフープのスカートが市内で作られていた。漫画本を印刷する会社のチャールトン・コミックスが1944年から1986年まで市内にあった。

## 地理
アメリカ合衆国国勢調査局に拠れば、市域全面積は5.4平方マイル (14 km2)であり、このうち陸地5.0平方マイル (13 km2)、水域は0.4平方マイル (1.0 km2)で水域率は7.41%である。市内には広さ350エーカー (1.4 km2) のオズボーンデール州立公園がある。ノーガタック川によって市内は二分され、イーストダービーとダービーセンター（バーミンガム）と呼ばれている。

## 人口動態
| ダービーの人口推移 |        |
| 1756               | 1,000  |
| 1774               | 1,889  |
| 1782               | 2,218  |
| 1790               | 2,994  |
| 1800               | 1,878  |
| 1810               | 2,051  |
| 1820               | 2,088  |
| 1830               | 2,253  |
| 1840               | 2,851  |
| 1850               | 3,824  |
| 1860               | 5,443  |
| 1870               | 8,020  |
| 1880               | 11,650 |
| 1890               | 5,969  |
| 1900               | 7,930  |
| 1910               | 8,991  |
| 1920               | 11,238 |
| 1930               | 10,788 |
| 1940               | 10,287 |
| 1950               | 10,259 |
| 1960               | 12,132 |
| 1970               | 12,599 |
| 1980               | 12,346 |
| 1990               | 12,199 |
| 2000               | 12,391 |
| 2010               | 12,902 |
| 2020               | 12,325 |

以下は2000年国勢調査による人口統計データである。
- 人口: 12,391 人
- 世帯数: 5,252 世帯
- 家族数: 3,245 家族
- 人口密度: 960.7人/km2（2,487.6 人/mi2）
- 住居数: 5,568 軒
- 住居密度: 431.7軒/km2（1,117.8 軒/mi2）

人種別人口構成
- 白人: 90.08%
- アフリカン・アメリカン: 3.62%
- ネイティブ・アメリカン: 0.16%
- アジア人: 1.74%
- 太平洋諸島系: 0.06%
- その他の人種: 2.52%
- 混血: 1.82%
- ヒスパニック・ラテン系: 7.67%

年齢別人口構成
- 18歳未満: 21.7%
- 18-24歳: 7.2%
- 25-44歳: 33.0%
- 45-64歳: 21.5%
- 65歳以上: 16.6%
- 年齢の中央値: 38歳
- 性比（女性100人あたり男性の人口）
  - 総人口: 93.4
  - 18歳以上: 89.0

世帯と家族（対世帯数）
- 18歳未満の子供がいる: 27.0%
- 結婚・同居している夫婦: 44.1%
- 未婚・離婚・死別女性が世帯主: 13.0%
- 非家族世帯: 38.2%
- 単身世帯: 32.4%
- 65歳以上の老人1人暮らし: 11.4%
- 平均構成人数
  - 世帯: 2.32人
  - 家族: 2.94人

収入と家計
- 収入の中央値
  - 世帯: 45,670米ドル
  - 家族: 54,715米ドル
  - 性別
    - 男性: 42,367米ドル
    - 女性: 30,458米ドル
- 人口1人あたり収入: 23,117米ドル
- 貧困線以下
  - 対人口: 8.3%
  - 対家族数: 6.9%
  - 18歳未満: 10.1%
  - 65歳以上: 7.8%

ポーランドからの移民が市の人口に大きな足跡を残しており、現在の住人の18%はポーランド人の子孫であり、2%はポーランド生まれを申告している。このために町にはポーランド系の店舗、レストラン、クラブが幾つかある。ローマ・カトリック教会セントミカエルのアークエンジェル・パリッシュは、ポーランド語と英語でミサを行っている。

## 政治
| 2005年10月25日時点の時点での登録有権者と政党支持の構成 | 2005年10月25日時点の時点での登録有権者と政党支持の構成 | 2005年10月25日時点の時点での登録有権者と政党支持の構成 | 2005年10月25日時点の時点での登録有権者と政党支持の構成 | 2005年10月25日時点の時点での登録有権者と政党支持の構成 | 2005年10月25日時点の時点での登録有権者と政党支持の構成 |
| 政党                                                   | 活性有権者                                             | 非活性有権者                                           | 有権者合計                                             | 構成比                                                 |                                                        |
| ------------------------------------------------------ | ------------------------------------------------------ | ------------------------------------------------------ | ------------------------------------------------------ | ------------------------------------------------------ | ------------------------------------------------------ |
| 民主党                                                 | 2,834                                                  | 42                                                     | 2,876                                                  | 42.11%                                                 |                                                        |
| 共和党                                                 | 931                                                    | 93                                                     | 1,024                                                  | 14.99%                                                 |                                                        |
| 無党派                                                 | 2,802                                                  | 121                                                    | 2,923                                                  | 42.80%                                                 |                                                        |
| 少数政党                                               | 7                                                      | 0                                                      | 7                                                      | 0.10%                                                  |                                                        |
| 合計                                                   | 6,574                                                  | 256                                                    | 6,830                                                  | 100%                                                   |                                                        |

## 消防署
ダービー市の消防署はボランティア消防士が活動している。消防団が4つあり、市内に散りばめられた4か所の駐屯所を拠点にしている。それぞれの消防団に1人の隊長と2人の副隊長がおり、その上に3人の消防署署長補佐がいる。署長補佐は署長に報告し、署長は消防コミッショナーに報告する。
ダービーの消防組織は1830年から1850年代初期まで存在したダービー消防車隊の組織に遡ることができる。これがダービーでは初の組織化された消防隊であり、ギルバート通りとハイズ通り、当時はダービー・ランディングと呼ばれた地域に本部があった。この消防隊は古い「グースネック」の消防車を使っており、当時としては時代遅れだった。ポンプはハンドルを前後に動かして、装置に付けられたパイプとノズルから水を押し出していた。水は水源にホースを入れて取り込むのではなく、バケツを使って消防車に組み入れる必要があった。1840年代初期、消防隊はダービー・アベニューを昇り、セントミカエルの教会が現在建っている場所のほぼ筋向いに移転した（州道34号線の東行き車線）。町の中心が東側から現在の中心街に移ったので、中隊への興味が無くなり、解隊された。
1837年、バーミンガムのビレッジ（現在の中心街）に住む住民が、その資産を守るために独自の消防隊設立を請願した。1837年6月7日、州からの認証を得てバーミンガム消防隊が設立された。この隊はホッチキス・ホーズ隊1号と呼ばれる市内最古の消防組織になった。最初は第3通りとミネルバ通りの地域にあり、その後の1840年にキャロライン通りの「コブルストーンヒル」頂点に近い場所に移転した。その数年後には、キャロライン通りの第3通り向かいにある土地に移転された。1872年、隊は当初の隊員の1人であるルイス・ホッチキスの栄誉を称えてホッチキス・ホーズ隊1号と改名した。1920年代初期、古い木造の消防署が取り払われ、現在アートセンターとなっている建物が建てられた。1971年、現在のデイビッド・ハンフリーズ道路沿いの場所に移転した。
バーミンガムがダービーの町のボロだった1851年にストーム消防隊2号が組織され、1853年に正式に法人化された。最初はダービー・グリーンの地域のエリザベス通り沿いにあり、1950年代からはオリバ通り沿いの消防署から運営している。ストーム消防隊はその立ち上げのときから消防士の正式舞踏会を毎年開催し続けており、現在は毎年の感謝祭週末に開催している。1949年、ダービーで救急対応の必要性を認識し、ストーム消防隊救急部隊を設立し、今日も救急対応を続けている。
ポーガセット・フック・アンド・ラダー隊4号は、1903年にホース隊として組織され、当初の名前はポーガセット・ホーズ隊4号だった。この隊はダービーを本拠にしていたポーガセット族インディアンにちなんで名付けられた。最初は「ホッチキス・ホーズ予備隊」と呼ばれていたものを元にしており、町の東側でホース車を維持し、守っていた。1850年代に旧ダービー消防車隊が解体されて以来となる町の東側での消防隊だった。最初の消防署は現在の消防署が建っているダービー・アベニュー沿いにあった。1915年から1916年頃、モーター駆動のはしご車が導入され、現在の名前で呼ばれるようになった。
1950年、ダービーの「イーストエンド」の住人がその地域を守るために新しい消防隊を組織した。市とは独立して組織を作り、イーストエンド・ホーズ隊3号と名付けた。最初はストーム消防隊が使っていた古い消防車を使い、様々な場所を本拠にしていた。1955年、ダービー・ミルフォード道路沿いにある現在の本部に移転した。建物は隊員が建てた。1975年までは町から独立していたが、その後はダービー消防署の中に含まれ法人化された。
ダービー消防車隊の他にも、過去に2つの消防隊が存在し、その後解隊された。1856年頃ピクォート消防隊が組織され、短期間存在した。1861年、隊員の大半が南部の反乱を鎮めるために南北戦争で戦うことに署名し、消防隊を解隊した。戦後、隊員は社交クラブを編成したが、消防隊として活動することはなかった。もう一つ、R・M・バセット・フック・アンド・ラダー隊と呼ばれるものがあった。1874年にバーミンガムのボロで組織され、工場主ロイヤル・M・バセットの栄誉を称えて名付けられた。最初はメインストリートを本部にし、その後は新築のスターリング・オペラハウスを使った。オペラハウスの第4通り側を使っていたが、後にダービー警察署が使うことになった。1915年から1916年に、ある種の議論があったときにオペラハウスを出た。その理由は現在では分からなくなっている。この隊は解隊され、「トラック隊」の仕事がポーガセット隊に移管された。

## 芸術と文化

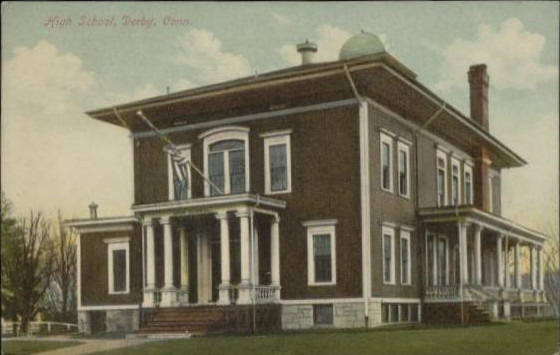
ダービー高校（1909年頃）

### アメリカ合衆国国家歴史登録財
- クラウス・コーセット工場、ルースベルト・ドライブと第3通りの角、現在はスターリング・ロー・アパートメント・ハウス
- オズボーンデール、19世紀初期に建てられた農家
- ハウ邸、1845年建設
- スターリング・オペラハウス、1889年建設、観客席1,250席、1945年まで使われていた。1965年までは、市役所と警察署が下層2階を使っていた[12]
- ダービー公共図書館、1902年建設、アンソニア大理石を使用。当初1868年から無料読書室として設立されていた。その土地はアメリカ独立戦争の娘達サラ・リッグス・ハンフリーズ支部から提供され、建物には支部がいつでも使える部屋があるという条件が付いていた。その支部は書籍のために5,000ドルを寄付し、町の住人が同額を集める刺激にした[13]
- バーミンガム・グリーン歴史地区、2000年4月21日登録、ダービーでは6番目の登録となった[14]

### ランドマーク
市は「歴史的な樋」を再生させた。ライオンの頭を吐出口とする1世紀前からの御影石構造物であり、ダービー・グリーンウェイの入り口となるディビジョン通りゲイトウェイプラザの一部になっている。この噴水は1906年にナショナル・ヒューメイン・アライアンスから市に寄付され、シーモア・アベニューとアットウォーター・アベニューの交差点に造られた。1906年6月1日に初めて通水された。最初の場所では交通に障害があったために、数年後にファウンダーズ・コモンズに移された。その後壊れてしまい、噴水として使われなくなった。ダービー・グリーンウェイが建設されたとき、2006年6月22日に噴水が新しい場所に移された。新しい水栓、新しいライオンの頭を備え、正式には2007年9月1日に、ダービー・ホール・オブ・フェイム・プラザと共に除幕された。

## メディア
「バレー・インデペンデント・センティネル」はオンラインのみの非営利ニュースサイトである。2009年6月より始まった。アンソニアに事務所があり、編集者がダービーに住んでいる。
週刊紙の「バレー・ガゼット」、「コネチカット・ポスト」、「ニューヘイブン・レジスター」も発行されている。

## 交通
市内にはダービー＝シェルトン駅というメトロノース鉄道の駅がある。

## 著名な出身者
- ブライアン・デネヒー、俳優、若い時にダービーに住み、ダービーのボーイスカウトで活動した
- アイザック・ハル（1773年–1843年）、米英戦争時のアメリカ海軍代将、フリゲート艦コンスティチューションを指揮した、ウィリアム・ハルの甥
- ウィリアム・ハル（1753年–1825年）、アメリカ独立戦争時の将軍、ミシガン準州知事、アイザック・ハルの叔父

## 将来計画
ハウ邸は、ノーガタック川下流バレー工業遺産センターが入ることになる。ダービー歴史協会の工業化時代の広範な収集品が展示されることになる。産業革命時代とバレーの活発な役割を紹介する手で触れることのできる教育プログラムが計画されている。